# XII Premis de Cinematografia de la Generalitat de Catalunya
Els XII Premis de Cinematografia de la Generalitat de Catalunya foren convocats pel Departament de Cultura de la Generalitat de Catalunya el 1994. Aquests premis tenien la doble missió d'estimular la quantitat i abonar la normalització lingüística, a part dels ajuts institucionals que rebien totes les pel·lícules fetes per productores de cinema catalanes. Es van concedir un total de 11 premis amb dotació econòmica, per 11.500.000 pessetes. A més, es concediren conjuntament els Premis de Videografia de la Generalitat per tal de fomentar la producció videogràfica en català, amb un total de 4 premis dotats amb 3.000.000 pessetes. Va ser l'última edició d'aquests premis i no se n'han concedit més.
La cerimònia d'entrega dels premis va tenir lloc el 7 de març de 1994 a la Sala Oval del Palau Nacional de Montjuïc de Barcelona. Tot i que no es van concedir premis extraordinaris, es va fer una menció a títol pòstum a José Luis Guarner.

## Guardons

### Cinematografia
| Categoria | Premiat                                                | Premi          |
| --- | ------------------------------------------------------ | -------------- |
| Premi al millor llargmetratge                                                                                | Els de davant de Jesús Garay                           | 5.000.000 ptes |
| Premi al millor curtmetratge                                                                                 | Walter Peralta de Jordi Mollà                          | 1.000.000 pts  |
| Premi a la distribuïdora que més ha contribuït a la difusió del cinema en català                             | P.T. Films SA                                          | 1.000.000 pts  |
| Premi al millor director                                                                                     | Jesús Garay per Els de davant                          | 500.000 pts    |
| Premi al millor tècnic                                                                                       | Carles Gusi Poquet per Els de davant i Bufons i reis   | 500.000 pts    |
| Premi al millor tècnic                                                                                       | Llorenç Miquel per Els de davant                       | 500.000 pts    |
| Premi al millor tècnic                                                                                       | Maria Teresa Fontanet per Monturiol, el senyor del mar | 500.000 pts    |
| Premi al millor actor la veu del qual no ha estat doblada en versió catalana                                 | Juanjo Puigcorbé per Els de davant                     | 500.000 pts    |
| Premi a la millor actriu la veu de la qual no ha estat doblada en versió catalana                            | Mercè Arànega per Rosita, please!                      | 500.000 pts    |
| Premi al millor actor o actriu secundari la veu del qual no ha estat doblada en versió catalana              | Pepa López per Bufons i reis                           | 500.000 pts    |
| Premi a la millor contribució personal o col·lectiva que incrementi el patrimoni cinematogràfic de Catalunya | M. Encarnació Soler i Alomà                            | 500.000 pts    |
| Premi al cine-club que s'hagi destacat en la seva tasca de formació                                          | Cineclub Vic                                           | 500.000 pts    |

### Videografia
| Categoria                                                       | Premiat                                                                     | Premi          |
| --------------------------------------------------------------- | --------------------------------------------------------------------------- | -------------- |
| Al productor del millor videograma en català de creació lliure  | Àrea de Perfeccionament Tecnològic per TV Trek                              | 1.000.000 ptes |
| Al productor del millor videograma en català creat per encàrrec | Zoom Televisió SA per De la foscor a la llum                                | 1.000.000 pts  |
| Millor realitzador                                              | Lluís Maria Güell i Guix per El comte Arnau                                 | 500.000 pts    |
| Millor treball tècnic o artístic                                | Hermann Bonnín, Sergi Casamitjana i Xavier Giménez per Refugiats i fugitius | 500.000 pts    |